# コンドルタクシー
コンドルタクシー株式会社（英: CONDOR TAXI）は、東京都練馬区に本社を置くタクシー事業者である。営業区域は東京23区および武蔵野市・三鷹市（都内武三地区）。
旧社名は東京コンドルタクシー株式会社（とうきょうコンドルタクシー）。かつては「コンドル」を名乗るタクシー会社4社でグループを形成し「コンドルタクシーグループ」と称していたが、東京コンドルタクシーが2019年（平成31年）4月11日付で現社名のコンドルタクシー株式会社へ商号変更の上、同日から翌2020年（令和2年）9月10日までに他の3社を吸収合併し、従来のグループ体制からコンドルタクシー1社へと統合した。その後、定時制乗務員専用の法人として2021年（令和3年）11月5日に株式会社コンドルキャブ (2代) を分社・設立したが、2022年（令和4年）10月31日に株式会社スカイキャブに改称し、株式会社スカイサルーントラベルに売却された。残るコンドルタクシー株式会社も2024年（令和6年）9月6日にロイヤルリムジン株式会社に全株式を取得され同社傘下に入った。

## 本社・営業所

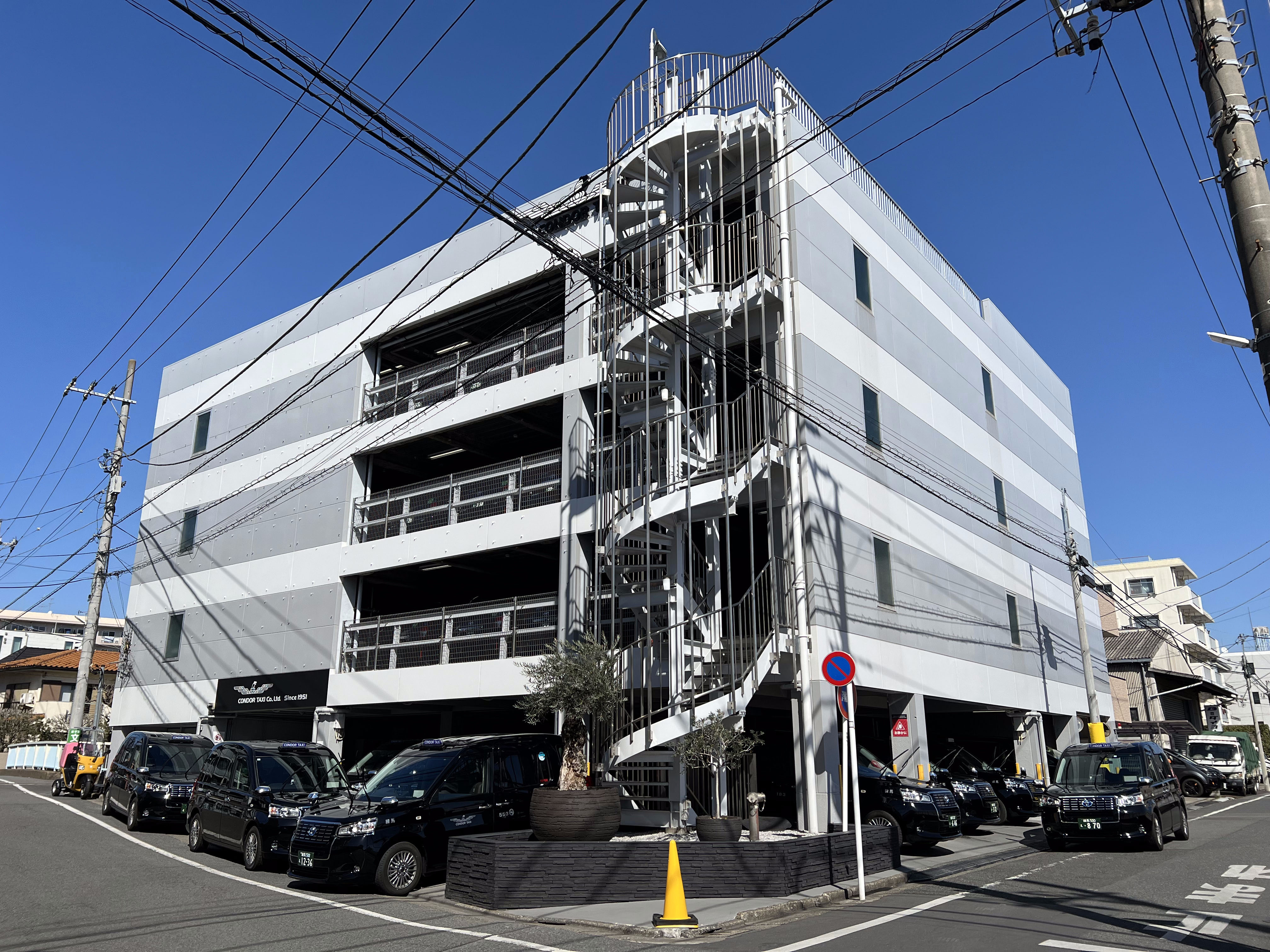
本社

- コンドルタクシー株式会社 - 東京都練馬区桜台3丁目10番8号[1][2]

### コンドルグループ時代の各社
1. 東京コンドルタクシー株式会社 - 現：コンドルタクシー株式会社（法人番号：7011601004497）[1]。
2. 第二コンドルタクシー株式会社 - 東京都三鷹市井口（法人番号制定前に売却）。1970年（昭和45年）に日本交通へ売却され同社三鷹営業所となる。
3. 第三コンドルタクシー株式会社 - 東京都杉並区高円寺南2丁目37番17号（法人番号：1011301003986）。2019年（平成31年）4月11日付でコンドルタクシーへ吸収合併され消滅[1]。
4. 株式会社コンドルキャブ (初代) - 旧：根ノ上交通、東京都板橋区小茂根2丁目13番16号（法人番号：7011401002222）。2020年（令和2年）3月11日付でコンドルタクシーへ吸収合併され消滅[1]。
5. コンドル馬込交通株式会社 - 東京都大田区北馬込2丁目30番3号（法人番号：8010801014289）。2020年（令和2年）9月3日付でコンドルタクシーへ吸収合併され消滅[1]。
6. 株式会社コンドルキャブ (2代) - 東京都練馬区桜台3丁目10番8号（法人番号：3011601025514）[3]。2022年（令和4年）10月31日でスカイサルーントラベルに売却され株式会社スカイキャブとなった後、2023年（令和5年）4月に株式会社Vリムジンと商号変更し中央区銀座に移転。

統合前のグループ各社の営業拠点は、上記1・3・4・5の4社とも環状7号線沿線に置いていた。またコンドル馬込交通では、子供たちの遊び場「白雪姫コーナー」を地域に開放したり、第二京浜から都営地下鉄馬込駅まで会社敷地内に地域住民のための抜け道が設けられていた。

## 沿革
- 1951年（昭和26年）4月20日 - 創業[2]。
- 1965年（昭和40年） - 東京城西旅客自動車事業協同組合（現：東京無線協同組合）へ加盟。
- 1970年（昭和45年） - グループ内の第二コンドルタクシー（東京都三鷹市井口）を日本交通へ売却、日本交通三鷹営業所となる。
- 1999年（平成11年） - 東京無線タクシー協同組合（現：東京無線協同組合）を脱退（ただし根ノ上交通（→コンドルキャブ (初代)）は元から独自営業）。
- 2019年（平成31年/令和元年）
  - 日時不詳 - DiDiモビリティジャパンが提供するスマートフォン用タクシー配車アプリ「DiDi」を導入[6][出典無効]。
  - 4月11日 - 東京コンドルタクシー株式会社が、コンドルタクシー株式会社へ商号変更[1]。同日付で第三コンドルタクシー株式会社を吸収合併[1]。
- 2020年（令和2年）
  - 3月11日 - コンドルタクシー株式会社が、株式会社コンドルキャブ (初代) を吸収合併[1]。
  - 9月3日 - コンドルタクシー株式会社が、コンドル馬込交通株式会社を吸収合併[1]。これによりコンドルグループはコンドルタクシー1社へ統合される[1]。
- 2021年（令和3年）11月5日 - 株式会社コンドルキャブ (2代) を定時制乗務員専用として分社・設立[3]。
- 2022年（令和4年）10月31日 - 株式会社コンドルキャブ (2代) が株式会社スカイサルーントラベルに売却され株式会社スカイキャブに商号変更[3]。
- 2023年（令和5年）1月16日 - コンドルタクシー株式会社が、本社を東京都練馬区桜台3丁目9番8号[1]から練馬区桜台3丁目10番8号[1][2]へ移転[1]。
- 2024年（令和6年）9月6日 - コンドルタクシー株式会社の全株式をロイヤルリムジン株式会社が取得し同社傘下に入る[4]。
- 2025年（令和7年）4月30日（予定） - コンドルマイレージカードを廃止[7]。

## 特色
- 1965年（昭和40年）から1999年（平成11年）までは,、東京城西旅客自動車事業協同組合および東京無線タクシー協同組合（現在の東京無線協同組合）に所属していたが脱退[注釈 1]し、以降はデジタルのMCA無線を使用した自社無線営業を行い、2014年にIP無線に切り替えた[注釈 2]。GPS・CTIを使用した無線サービスを提供する。
- 2023年（令和5年）8月31日までは独自の割引サービスを設けており、「三段階遠距離割引サービス」[9][注釈 3]があった。現在は東京都内で定められた遠距離割引を適用している[10]。
- 個人向けポイントカード「コンドルマイレージカード」、法人向け後払いカード「コンドルパスカード」を用意している[11]。このうち「コンドルマイレージカード」は2025年（令和7年）4月30日にてサービスが終了される予定[7]。
- 乗務員に芸能人やその卵が多く在籍することでも知られる[12]。

## 車両
同社では自社のタクシー車両を「コンドルカー」と称する。セダンタクシーはトヨタ・クラウンコンフォートを採用し、車体色は銀に虹色のラインが入り、行灯と車体の側面にコンドルが描かれていた。
トヨタ・ジャパンタクシーは車体色を黒で導入している（同社では「漆黒」と呼んでいる）。
かつてはトヨタ・アルファードも導入していたが、2023年8月31日に価格高騰や車両の維持等困難を理由に「三段階遠距離割引サービス」と同時に廃止された。
従来の銀と虹色のクラウンコンフォートも「漆黒」に塗り替えているが2024年現在も一部の車両は銀と虹色のままである。